# Fear, and Loathing in Las Vegas
Fear, and Loathing in Las Vegas is een Japanse electronicoreband afkomstig uit Kobe.

## Biografie
De band werd in 2008 opgericht door voormalige leden van de bands Ending for a Start en Blank Time. Twee jaar later bracht de band haar debuutalbum Dance & Scream uit via de platenmaatschappij VAP. In 2011 werd het nummer Jump Around, dat op het dat jaar uitgekomen Nextreme stond, opgenomen in de Aziatische versie van Pro Evolution Soccer 2012. Ook werden meerdere nummers van de band gebruikt door Japanse televisieseries, zoals Hunter × Hunter.
Op 16 januari 2019 maakte de band op haar website bekend dat bassist Kei was gestorven als gevolg van een acute hartstilstand. Op 7 juni 2019 hield de band een concert ter nagedachtenis aan Kei in de Namba Hatch. Dit was de locatie waar Kei zijn eerste live-optreden voor de band gaf. Aan het einde van datzelfde jaar bracht de band haar eerste album uit met Tetsuya als nieuwe bassist, getiteld Hypertoughness.

## Bezetting
Huidige formatie
- Minami – niet-schone vocalen, rap, keyboard, programmering (2008–heden)
- Taiki – slaggitaar (2008–heden); achtergrondvocalen (2012–heden); leidende gitaar (2018–heden)
- Tomonori – drums, percussie (2008–heden)
- So – schone vocalen, achtergrondvocalen, programmering (2009–heden)
- Tetsuya – bas, achtergrondvocalen (2019–heden)

Voormalige leden
- Mashu – bas (2008–2013)
- Sxun – leidende gitaar (2008–2018); achtergrondvocalen (2010–2018)
- Kei – bas {(2013–2019); achtergrondvocalen (2018–2019)

Tijdlijn

## Discografie
Studioalbums
- 2010 : Dance and Scream
- 2011 : NEXTREME
- 2012 : All that We Have Now
- 2014 : Phase 2
- 2015 : Feeling of Unity
- 2017 : New Sunrise
- 2019 : HYPERTOUGHNESS

Ep's
- 2012 : Just Awake
- 2014 : Rave-Up Tonight
- 2015 : Let Me Hear
- 2015 : Starburst
- 2018 : Greedy